# 논항 돌출 위계
논항 돌출 위계(argument prominence hierarchy)란 언어학에서 여러 언어들에 보편적인 언어 현상을 통일적으로 설명하기 위해 사용되는 체계적 위계 중 하나로서, 논항의 의존형태 빈도에 관한 것을 의미한다. 이 위계의 체계는 안나 시에비에르스카(Anna Siewierska)의 2004년 논문에 나타나 있다. 그는 이 논문의 통계 연구에서, 89%의 언어가 논항 돌출 위계의 체계를 따르고 있다는 것을 밝혔다.

## 체계
많은 언어에서 논항은 때로 자립형뿐만 아니라 의존형을 갖는다. 논항의 의존형은 크게 무표형, 구속(bound)형, 첨사(clitic)형, 약(weak)형으로 구분되며, 오른쪽으로 갈수록 자립성/실체성의 정도가 커진다. 시에비에르스카는 다음과 같은 논항 돌출 위계에서, 위계의 왼쪽에 있을수록 그 자체의 자립성이 커지기 때문에 논항에 추가적인 돌출이 필요하지 않아 의존성이 커진다고 주장한다.
- (i) 화자 > 청자 > 비참여자
- (ii) 주어 > 직접목적어 > 여타 목적어 > 사격
- (iii) 물리적으로 두드러짐 > 물리적으로 덜 두드러짐
- (iv) 화제 > 비화제
- (v) 인간 > (인간 외)생물 > 무생물
- (vi) 반복 언급 > 드물게 언급 > 처음 언급
- (vii) 관련 지시물 없음 > 관련 지시물 다수

이 경향성은 전체 언어군을 놓고 관찰했을 때도 명백히 나타난다. 예컨대 시에비에르스카의 통계에 의하면 약 80%의 언어가 주어에, 약 3분의 2가 직접목적어에 의존형을 갖는다. 그러나 여타 목적어에서는 급격히 줄어들었고, 사격에서는 아주 드물다고 한다.

## 위계의 해석
논항의 의존성이 이러한 위계를 나타내는 이유는 자아(ego)로부터의 거리의 멂과 가까움의 대비로 요약될 수 있다. 언어 사용자인 화자의 자아가 그로부터의 거리가 가까워서 명백히 알 수 있는 것은 굳이 언급될 필요가 없으므로 의존적 형태가 많이 사용되며, 잘 알지 못하는 것은 자립성이 높은 형태가 많이 사용된다는 것이다.(특히 (v)에서는 생물성 위계에서와 유사한 설명이 가능하다.) 명백하지 않아 보이는 것은 (vii)인데, 이 위계는 관련 지시물이라는 것이 화자가 바라보았을 때의 지시물이라는 것과 관련이 있다. 자아로부터의 거리가 가까워 시야가 좁을 때에는 관련 지시물이 적고, 거리가 멀어 시야가 멀 때에는 관련 지시물이 많다.

## 같이 보기
- 일치 위계
- 생물성 위계

## 참고 문헌
- 윤병달, 『언어와 의미』, 도서출판 동인, 2009, 168-170p.